# Yerahmiel Eliyahou Botschko
Pour les articles homonymes, voir Botschko.
Yerahmiel Eliyahou Botschko, né le 28 janvier 1888 à Chorzele, en Pologne, et mort le 12 janvier 1956, est un rabbin orthodoxe suisse, fondateur et Rosh Yeshiva en 1927 de la Yechiva Etz Haïm, la première Yechiva en Suisse. Il est le père du rabbin Moshé Botschko.

## Biographie
Yerahmiel Eliyahou Botschko est né le 28 janvier 1888 à Chorzele, en Pologne. Il est le fils de Dovid Yehuda Botzko et de Miriam Leah Botzko.  Dovid Yehuda Botzko est né en 1849 à Kolno en Pologne et est mort le 24 février 1901 à Chorzele, en Pologne. Miriam Leah Botzko est morte en 1909.
Yerahmiel Eliyahou Botschko fait partie d'une fratrie de 7 enfants dont Shraga Feivel Bunim Botzko (né en 1886 et mort en 1942) et Avrohom Botzko.

### Études
Il étudie à la yechiva de Lomze et plusieurs écoles talmudiques en Lituanie.

### Première Guerre mondiale
Eliyahou Yerahmiel Botschko émigre en Suisse durant la Première Guerre mondiale.

### La première Yechiva d’Europe de l’Ouest

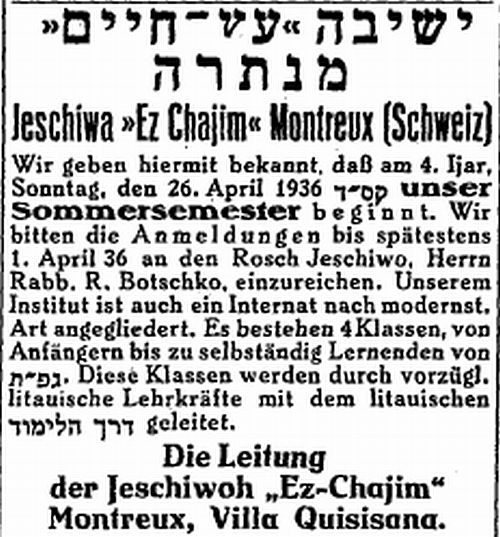
Yechiva Etz Haïm
de Montreux,
publicité de 1936.

À Montreux, où il tient un commerce de confection pour dames, il fonde en 1927 Etz Haïm – l’arbre de vie –, la première yechiva de Suisse, tout en continuant de dessiner et de couper des robes avec sa femme dans son atelier, afin de subvenir à ses besoins et ne pas vivre de la Yechiva.

### Famille
Eliyahou Yerahmiel Botschko épouse Rifkah Sternbuch, née en 1889 à Kishinev. Elle est la fille de Chaim Naftoli Shmuel Sternbuch et de Chaya Devoireh Sternbuch (née Czolkower).  Chaim Naftoli Shmuel Sternbuch est né le 15 octobre 1868 à Chisinau, en République de Moldavie et mort le 12 janvier 1937 à Saint-Gall en Suisse et enterré à Zurich. Chaya Devoireh Czolkower) est née le 15 octobre 1868 (le même jour que son époux) à Nemyriv en Ukraine et est morte le 3 juillet 1940 à Zurich.
Eliyahou Yerahmiel Botschko et Rifkah Botschko ont 3 enfants dont le rabbin Moshé Botschko, né le 13 avril 1917 à Montreux, en Suisse, et mort le 16 septembre 2010 à Jérusalem en Israël, et Miriam Weingort, épouse du rabbin Shaul Weingort, né en 1915 et mort le 18 septembre 1946.

### Mort
Eliyahou Yerahmiel Botschko meurt le 12 janvier 1956 en Irlande au cours d’un voyage qui devait le mener aux États-Unis. Il est enterré à Jérusalem, au cimetière de Sanhédriah.